# Quách Ninh phi
Ninh phi Quách thị (chữ Hán: 宁妃郭氏), là một phi tần của Minh Thái Tổ Chu Nguyên Chương, hoàng đế đầu tiên của nhà Minh.

## Cuộc đời
Quách Ninh phi là con gái của Doanh Quốc công Quách Sơn Phủ, là em gái của hai tướng Quách Hưng và Quách Anh. Sơn Phủ là người biết xem tướng. Khi còn là dân thường, trong một lần đi ngang nhà Sơn Phủ, Chu Nguyên Chương được ông bảo rằng: "Công danh phú quý của ông không kể xiết", rồi ông quay qua nói với hai người con trai: "Chúng mày được phong tước Hầu là nhờ người này". Sơn Phủ vội chạy theo Nguyên Chương và gửi con gái Quách thị theo hầu ông.
Chu Nguyên Chương đăng cơ đã phong cho Quách thị làm Ninh phi (宁妃). Do Quách Anh lập nhiều chiến công trong triều, cùng Thái Tổ vào sinh ra tử hơn trăm trận nên rất được trọng dụng, nhờ đó mà Quách Ninh phi cũng được sủng ái trong hậu cung. Quách Anh cũng có nhiều người con lần lượt kết hôn với các con của Thái Tổ, như con trưởng Quách Trấn lấy Vĩnh Gia Trinh Ý Công chúa, hai người con gái được phong làm Vương phi cho Liêu Giản vương Chu Thực và Dĩnh Tĩnh vương Chu Đống.
Năm Hồng Vũ thứ 3 (1370), Quách Ninh phi hạ sinh hoàng tử thứ 10 là Lỗ Hoang vương Chu Đàn, và theo gia phả họ Quách thì trước hoàng tử Chu Đàn thì Quách phi có sinh được hai người con gái, lần lượt là Nhữ Ninh Công chúa và Đại Danh Công chúa, hoàng nữ thứ năm và bảy của Thái Tổ.
Sau khi Mã Hoàng hậu băng hà, hậu cung do Lý Thục phi tiếp quản nhưng Lý thị qua đời không lâu sau đó, hậu cung lại được giao cho Quách Ninh phi coi sóc. Không rõ Ninh phi qua đời khi nào, một số nguồn thông tin cho rằng bà bị tuẫn táng theo Thái Tổ.